# Omiš
Omiš (latinsky a italsky Almissa) je pobřežní město v Chorvatsku, ve Splitsko-dalmatské župě. V roce 2021 zde žilo 14 139 obyvatel a město patří dlouhodobě mezi oblíbené turistické cíle střední části dalmatského pobřeží.

## Poloha
Omiš leží necelých 30 km jihovýchodně od Splitu při ústí řeky Cetiny do Jaderského moře. Její hluboký a turisticky atraktivní kaňon rozděluje hřebeny pohoří Mosor a Omišské Dináry, které se vypínají nad městem, na kterých můžeme navštívit i pevnost Starigrad, ke které je sice těžký přístup, ale výhled určitě stojí za to.

## Historie

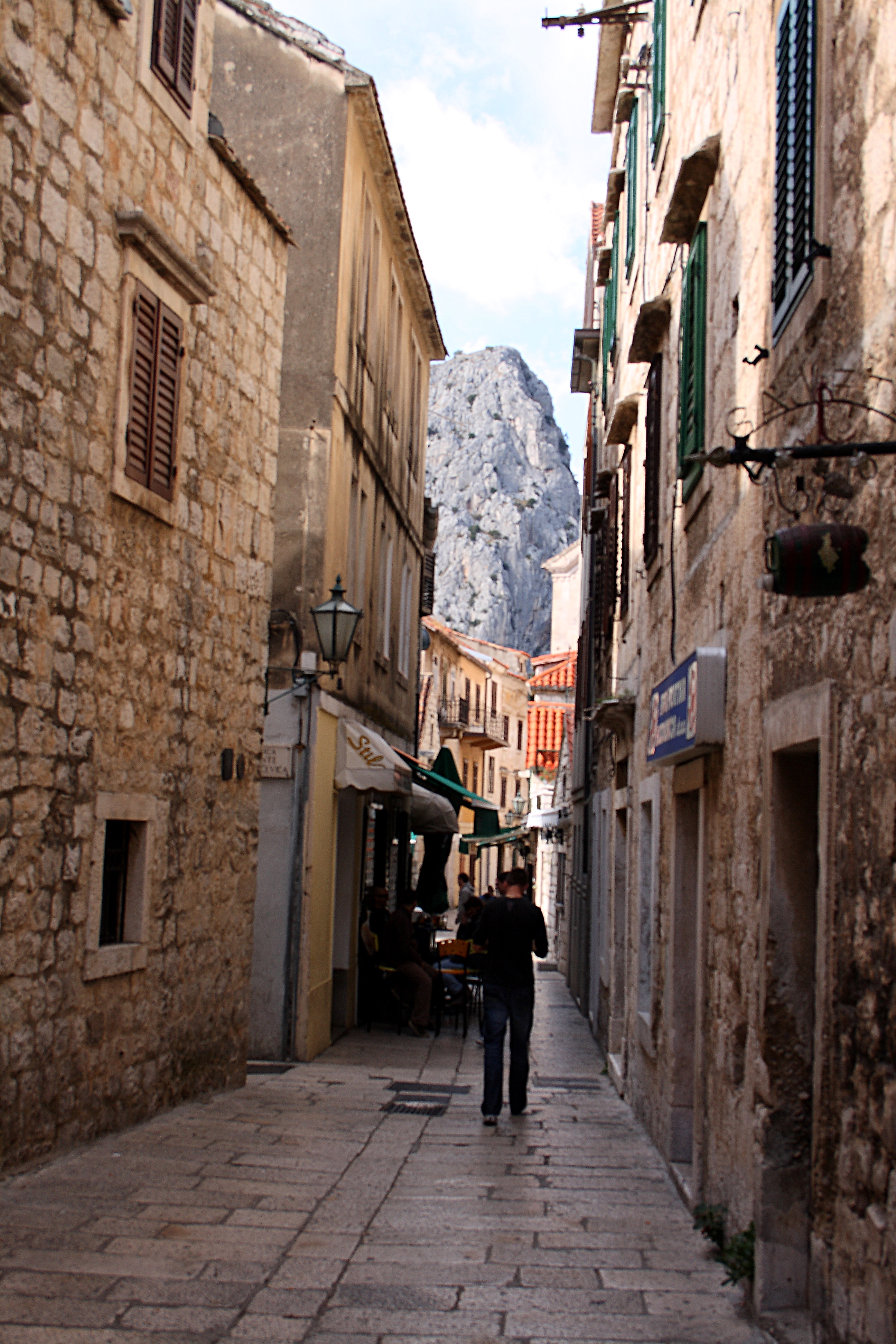
Ulička v staré části Omiše

Omiš byl ve starověku osídlen ilyrskými kmeny a později Římany, ve středověku se stal opěrným bodem neretvanských pirátů, kteří byli obávanými protivníky v oblasti Jaderského moře. V 15. a 16. století probíhaly v okolí Omiše vojenské střety mezi Benátskou republikou a Osmanskou říší. Jejich výsledkem bylo potvrzení benátské nadvlády nad Omišem. V roce 1797 se stal Omiš, podobně jako celé Chorvatsko, součástí rakouského císařství. Na rozvoj města měla v minulosti vliv těsně sousedící Poljičská republika, kterou zrušil až Napoleon roku 1807, podobně jako dal povel pro zánik Benátské republiky v roce 1797 a Dubrovnické republiky roku 1808.

## Patron města
Patronem města Omiš se stal svatý Jan Nepomucký (Sveti Ivan Nepomuk). Svatý Jan Nepomucký se narodil okolo roku 1345 v dnešním Nepomuku. Studoval na univerzitě v Praze, působil jako notář arcibiskupské soudní kanceláře, farář, byl vysvěcen na kněze, studoval práva na univerzitě v Padově a nakonec se stal generálním vikářem pražské arcidiecéze. Za vlády Václava IV. byl pro svůj odpor k nátlaku vládnoucí moci mučen a posléze utopen ve Vltavě. Stalo se tak 20. března 1393. Za svatého ho prohlásili 9. března 1729. Jeho památka je připomínána 16. května v evropských zemích a v dalších světových zemích. Město v tento den tradičně pořádá Den města Omiš. Po celý týden se slaví a koncertuje. Na jeho počest se vypravují i různá procesí.

## Pamětihodnosti

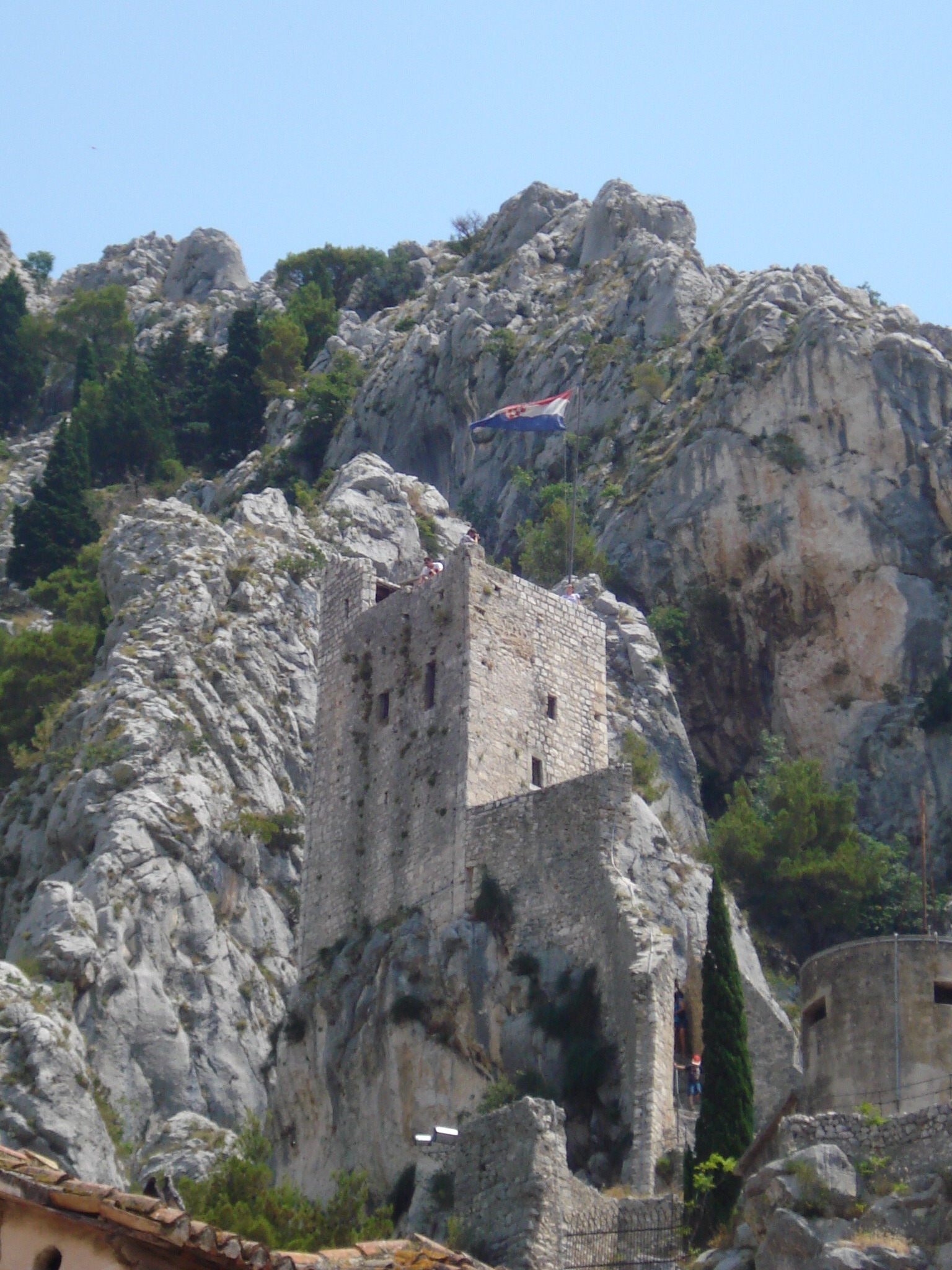
Pevnost Mirabela (Peovica)

V poměrně malém přístavním městě se nachází množství zajímavých měšťanských domů a paláců z různých stavebních období. Kostel sv. Michala z roku 1629 je na hlavní ulici staré části města. Nad kostelem je poslední zachovalá část městského opevnění Mirabella (Peovica). V nadmořské výšce 311 m pak trosky pevnosti Starigrad (nazývané také Fortica). Za zmínku stojí také kostel sv. Petra na Priku z 9. století.

## Kultura
- Poljički muzej (Poljicské muzeum) sbírka předmětů z Poljické republiky
- Zbirka obitelji Radman (Sbírka rodiny Radmanů)
- Muzej grada Omiša (Městské muzeum)
- Tradiční festival dalmatských pěveckých souborů, který probíhá 4. – 26. července
- Omiško kulturno ljeto (Festival Omišské kulturní léto), soubor různých kulturních představení, který probíhá v období červenec až srpen

## Zábava
Kromě kulturních a vzdělávacích akcí probíhá také řada zábavních akcí a večerů
- Lidová slavnost Sveti Ivan Nepomuk (sv. Jana Nepomuckého), probíhá 16. května
- Festival Ribarska noć (Rybářská noc) v srpnu
- Gusarske večeri (Pirátské večery) během července a srpna

## Sídla
K městu náleží sídla Blato na Cetini, Borak, Čelina, Čišla, Donji Dolac, Dubrava, Gata, Gornji Dolac, Kostanje, Kučiće, Lokva Rogoznica, Marušići, Mimice, Naklice, Nova Sela, Nemira, Ostrvica, Pisak, Podašpilje, Podgrađe, Putišići, Seoca, Slime, Smolonje, Srijane, Stanići, Svinišće, Trnbusi, Tugare, Zakučac a Zvečanje.

## Partnerská města
- Diksmuide, Belgie
- Havířov, Česko
- Nepomuk, Česko
- Rjazaň, Rusko